# All Shook Down
All Shook Down je sedmé studiové album americké rockové skupiny The Replacements, vydané v září 1990 u vydavatelství Sire Records. Jeho producentem byl Scott Litt a jde o poslední album skupiny. V písni „Sadly Beautiful“ hrál jako host na violu John Cale. Mezi dalšími hosty patří Benmont Tench a Steve Berlin.

## Seznam skladeb
Autorem všech písní je Paul Westerberg.
| Pořadí         | Název                  | Délka |
| -------------- | ---------------------- | ----- |
| 1.             | Merry Go Round         | 3:29  |
| 2.             | One Wink at a Time     | 3:02  |
| 3.             | Nobody                 | 3:06  |
| 4.             | Bent Out of Shape      | 3:42  |
| 5.             | Sadly Beautiful        | 3:09  |
| 6.             | Someone Take the Wheel | 3:37  |
| 7.             | When It Began          | 3:07  |
| 8.             | All Shook Down         | 3:16  |
| 9.             | Attitude               | 2:43  |
| 10.            | Happy Town             | 2:54  |
| 11.            | Torture                | 1:51  |
| 12.            | My Little Problem      | 4:09  |
| 13.            | The Last               | 2:54  |
| Celková délka: | Celková délka:         | 40:59 |

## Obsazení
- Paul Westerberg – zpěv, kytara
- Slim Dunlap – kytara
- Tommy Stinson – baskytara, doprovodné vokály
- Chris Mars – bicí
- John Cale – viola v „Sadly Beautiful“[1]